# Pradera nacional (Estados Unidos)

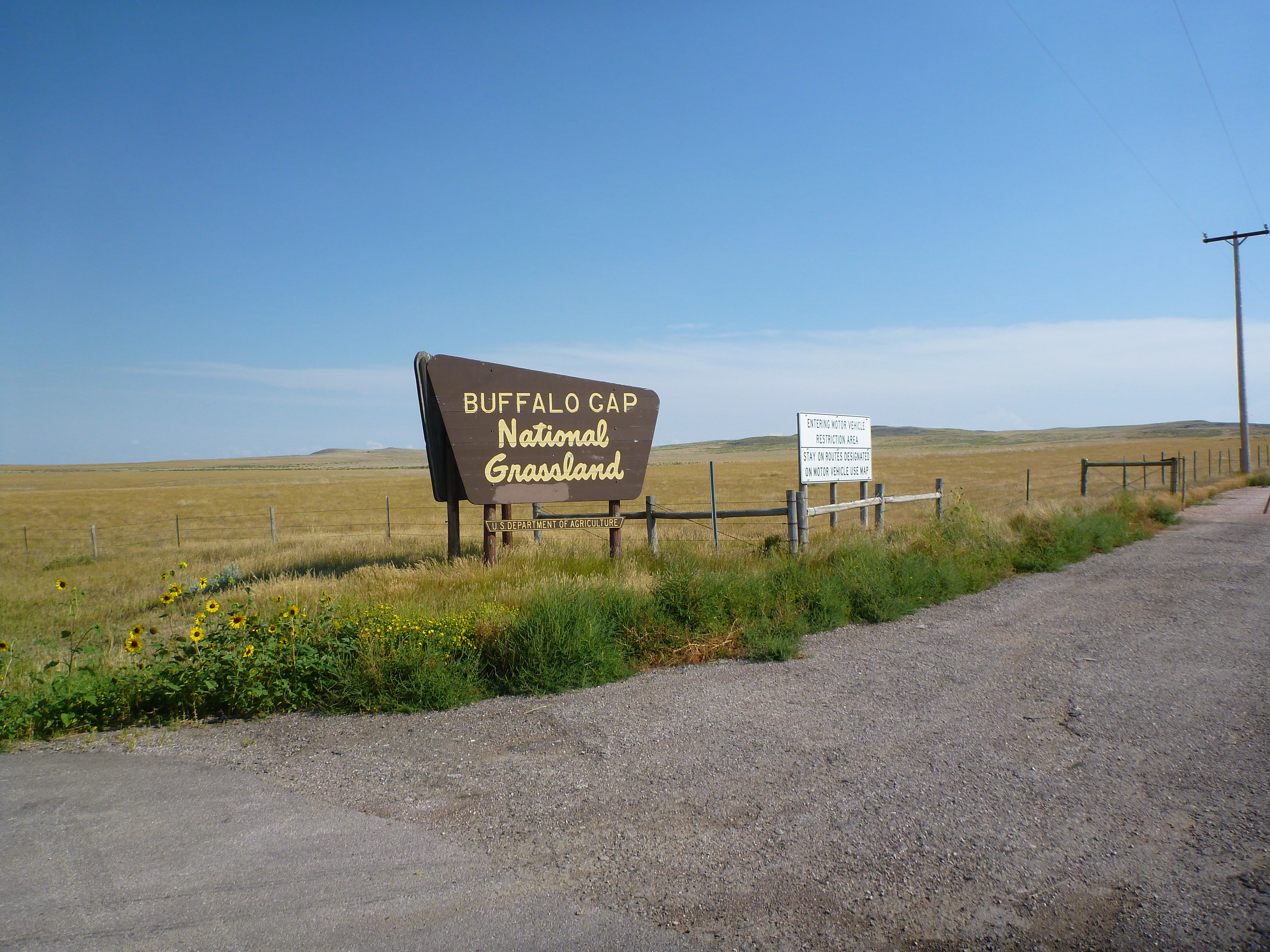
Signo de entrada de una pradera nacional en Dakota del Sur

Una pradera nacional en los Estados Unidos (en inglés, National Grassland) es una amplia zona de pradera que está protegida a nivel federal. Las praderas nacionales son designadas por el Secretario de Agricultura y están permanentemente en poder del Departamento de Agricultura. Son parte del Sistema Nacional de Bosques y están administradas por el Servicio Forestal de los Estados Unidos.
Las praderas nacionales son autorizadas por el Título III de la ley de Tenencia de Granjas Bankhead-Jones («Bankhead-Jones Farm Tenant Act»). A efectos administrativos, son esencialmente idénticas a un bosque nacional de los Estados Unidos, con la excepción de que las praderas son áreas que consiste principalmente en grandes praderas con muy poco arbolado. Al igual que los bosques nacionales, las praderas nacionales pueden estar abiertas a la caza, el pastoreo, la extracción de minerales, los usos recreativos y otros usos. 
Varias de las praderas nacionales suelen administrarse junto con los bosques nacionales cercanos. Las tres praderas nacionales localizadas en Dakota del Norte, además de otra del noroeste de Dakota del Sur, son administradas conjuntamente como praderas nacionales Dakota Prairie. Todas las praderas nacionales, menos tres, están en las Grandes Llanuras o en sus bordes. Los tres restantes están en el sureste de Idaho, noreste de California, y parte central de Oregón. Las praderas nacionales son generalmente mucho más pequeñas que los bosques nacionales. Considerando que un bosque nacional normal comprende unos 4.000 km², una pradera nacional tiene una media de solamente 400 km². La mayor pradera nacional, la de Little Missouri, en Dakota del Norte, abarca 4.181 km², es decir, aproximadamente el tamaño medio de un bosque nacional. A 30 de septiembre de 2007, la superficie total de los 20 praderas nacionales es de 15.552 km².
Por estados, Texas cuenta con 4 praderas nacionales; Dakota del Sur y Oklahoma con 3; Colorado y Dakota del Norte, con 2; California, Idaho, Kansas, Nebraska, Nuevo México y Wyoming, con 1. Colorado, las dos Dakotas y Wyoming totalizan el 82% de la superficie de praderas nacionales

## Lista de praderas nacionales
|       | Imagen | Designación         | Denominación      | Estado           | Administración                                               | Localización                                                                         | Área (km²) |
| ----- | ------ | ------------------- | ----------------- | ---------------- | ------------------------------------------------------------ | ------------------------------------------------------------------------------------ | ---------- |
| NG 01 |        | 1960                | Black Kettle      | Oklahoma         | Bosque nacional Cibola                                       | Oeste de Oklahoma, en las Grandes Llanuras.                                          | 126,6      |
| NG 02 |        | 23 de junio de 1960 | Buffalo Gap       | Dakota del Sur   | Bosques nacionales Nebraska-McKelvie                         | Suroeste de Dakota del Sur, en las Grandes Llanuras.                                 | 2417       |
| NG 20 |        | julio de 1991       | Butte Valley      | California       | Bosque nacional Klamath                                      | Norte de California.                                                                 | 74,56      |
| NG 03 |        | 1960                | Caddo             | Texas            | Administrada junto con la pradera nacional Lyndon B. Johnson | Norte de Texas en el Condado de Fannin.                                              | 72,33      |
| NG 04 |        | 23 de junio de 1960 | Cedar River       | Oklahoma         | Praderas nacionales de Dakota                                | Suroeste de Dakota del Norte en las Grandes Llanuras.                                | 27,18      |
| NG 05 |        | 23 de junio de 1960 | Cimarrón          | Kansas           | Bosques nacionales Pike-San Isabel                           | Suroeste de Kansas en las Grandes Llanuras.                                          | 437,77     |
| NG 06 |        | 23 de junio de 1960 | Comanche          | Colorado         | Bosques nacionales Pike-San Isabel                           | Sureste de Colorado en las Grandes Llanuras.                                         | 1793,09    |
| NG 07 |        | 23 de junio de 1960 | Crooked River     | Oregón           | Bosques nacionales Deschutes-Ochoco                          | Centro de Oregón, en el valle del río Deschutes.                                     | 454,69     |
| NG 08 |        | 23 de junio de 1960 | Curlew            | Idaho            | Bosque nacional Caribou-Targhee                              | Sureste de Idaho, en el valle del Curlew.                                            | 193,4      |
| NG 09 |        | 1960                | Grand River       | Dakota del Sur   | Praderas nacionales de Dakota                                | Oeste de Dakota del Sur en las Grandes Llanuras.                                     | 626,38     |
| NG 10 |        | 1960                | Fort Pierre       | Dakota del Sur   | Bosques nacionales Nebraska-McKelvie                         | Centro de Dakota del Sur en las Grandes Llanuras.                                    | 468,99     |
| NG 11 |        | 23 de junio de 1960 | Kiowa             | Nuevo México     | Bosque nacional Cibola                                       | Localizada al el noreste de Nuevo México en las Grandes Llanuras.                    | 552,06     |
| NG 12 |        | 23 de junio de 1960 | Little Missouri   | Dakota del Norte | Praderas nacionales de Dakota                                | Oeste de Dakota del Norte.                                                           |            |
| NG 13 |        | 1960                | Lyndon B. Johnson | Texas            | Administrada junto con la pradera nacional Caddo             | Norte de Texas en las Grandes Llanuras.                                              | 82,19      |
| NG 14 |        | 1960                | McClellan Creek   | Texas            | Bosque nacional Cibola                                       | Panhandle de Texas, en las Grandes Llanuras.                                         | 5,86       |
| NG 15 |        | 23 de junio de 1960 | Oglala            | Nebraska         | Bosques nacionales Nebraska-McKelvie                         | Noroeste de Nebraska en las Grandes Llanuras.                                        | 382,5      |
| NG 16 |        | 1960                | Pawnee            | Colorado         | Bosques nacionales Arapaho-Roosevelt                         | Noreste de Colorado en las Grandes Llanuras.                                         | 781,29     |
| NG 17 |        | 1960                | Rita Blanca       | Texas Oklahoma   | Bosque nacional Cibola                                       | Noroeste de Texas, en el Panhandle, y al oeste de Oklahoma, en las Grandes Llanuras. | 376,3      |
| NG 18 |        | 23 de junio de 1960 | Sheyenne          | Dakota del Norte | Praderas nacionales de Dakota                                | Sureste de Dakota del Norte.                                                         | 284        |
| NG 19 |        | 23 de junio de 1960 | Thunder Basin     | Wyoming          | Bosques nacionales Routt-Medicine Bow                        | Este de Wyoming, en las Grandes Llanuras.                                            | 2216,14    |